# Port of Menteith

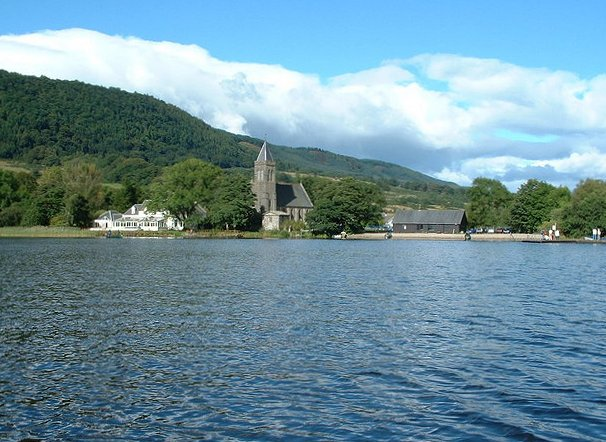
Blick über den See auf die Stadt

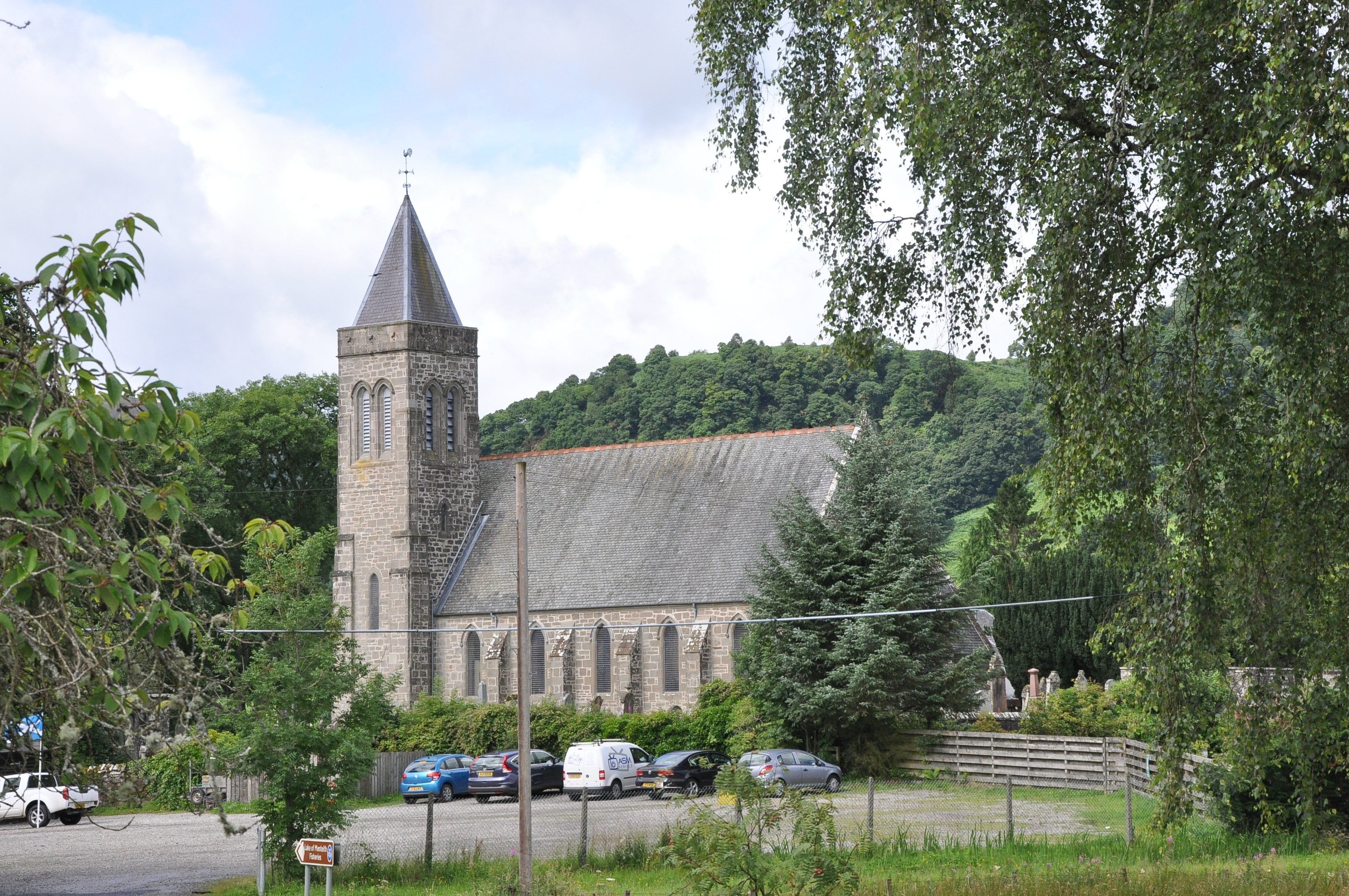
Die Kirche von Port of Menteith

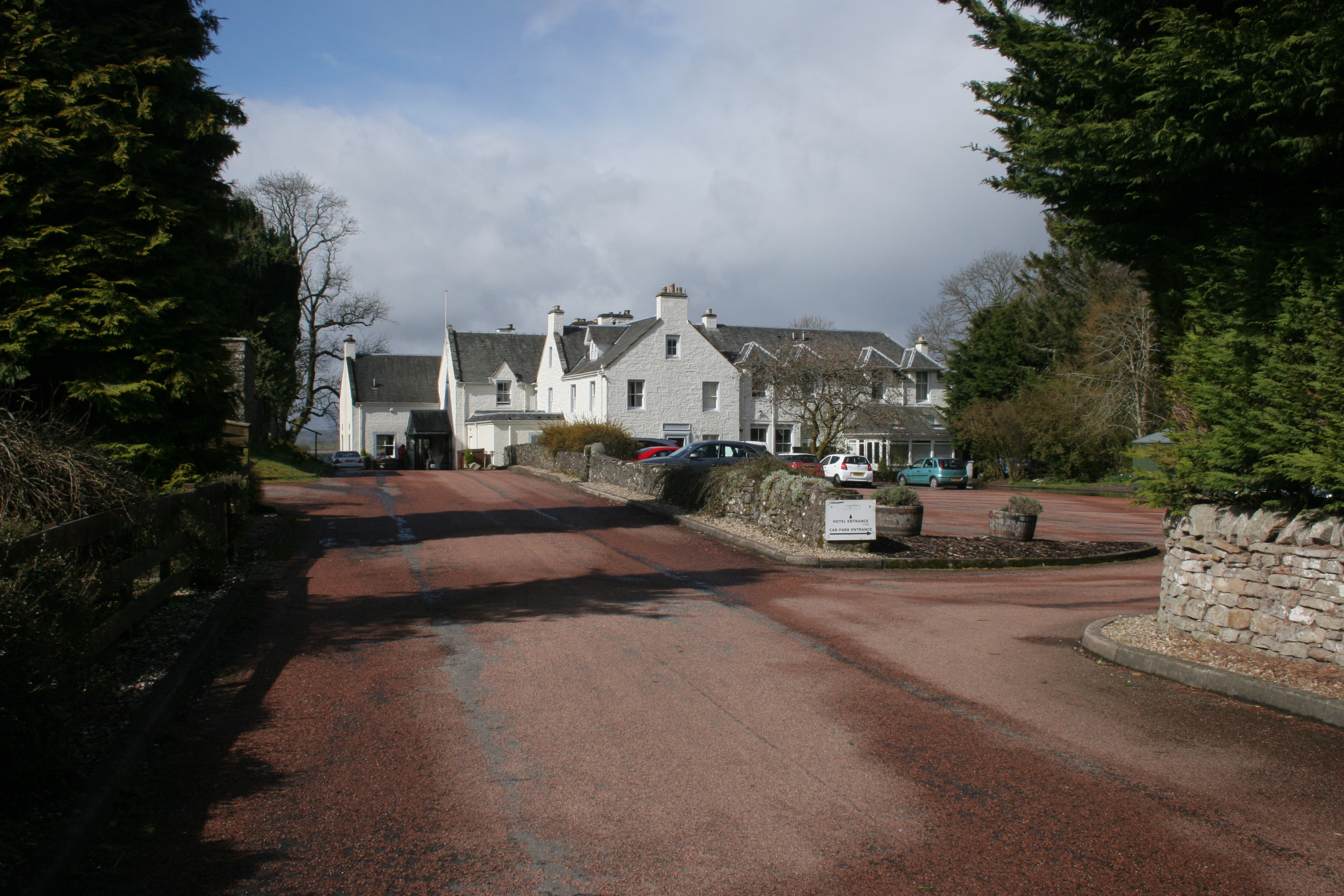
Das Hotel von Port of Menteith

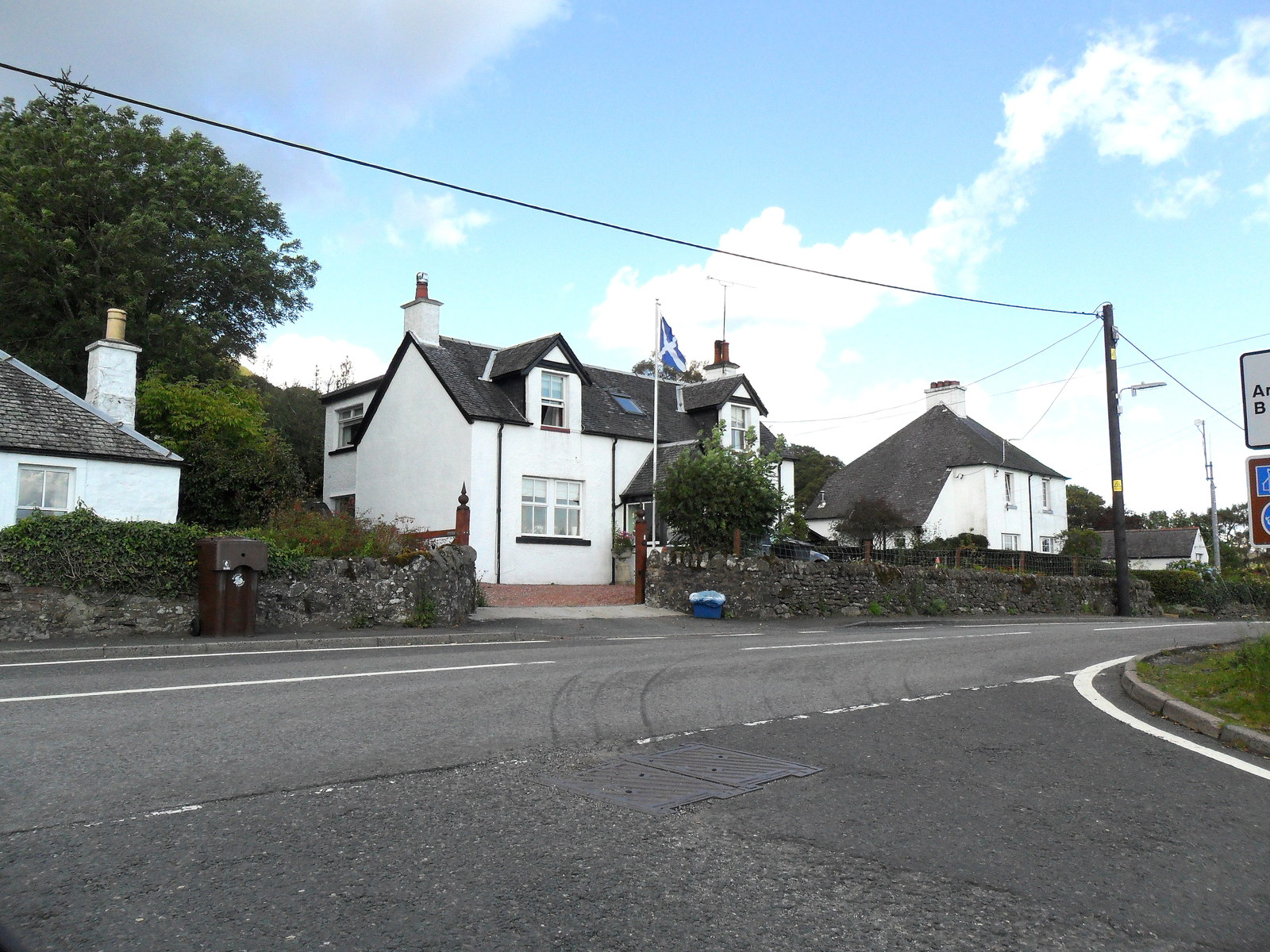
Hauszeile in Port of Menteith

Port of Menteith ist eine kleine Stadt, die in der Region Stirling im Norden von Schottland an einem See liegt.

## Geographie
Port of Menteith liegt am nordöstlichen Ufer des Sees Lake of Menteith. Es umfasst nur wenige Häuser, unter denen ein Hotel und eine Schule sind. Eine im Sommer verkehrende Fähre verbindet Port of Menteith mit der Insel Inchmahome, auf der die Ruinen der Inchmahome Priory stehen. Die unmittelbare Umgebung gilt als fruchtbar für die Landwirtschaft. Nördlich des Ortes verläuft die Hügelkette Menteith Hills, der nächste Berg ist der 427 hohe Beinn Dearg.
Innerhalb der Region Stirling bildet Port of Menteith eine der 42 Community Council Areas (CCA), zu der auch die Orte Blairhoyle und Ruskie im Osten sowie Dykehead im Süden zählen. Angrenzende CCAs sind, beginnend im Norden und dann im Uhrzeigersinn, Callander, Kippen, Arnprior, Buchlyvie, Gartmore und Strathard.

## Historisches
1467 wurde dem Ort, durch König Jakob III., das Stadtrecht als Royal Burgh verliehen.
Im Rahmen der historischen Gliederung Schottlands in Civil Parishes bildet Port of Menteith den Hauptort einer gleichnamigen Einheit, die zu Perthshire zählte.
In Port of Menteith befinden sich zwei Bauwerke, die als Listed Building der Kategorie B eingestuft wurden. Es sind die Kirche Port of Monteith Parish Church sowie das Graham of Gartmore Mausoleum auf den zugehörigen Friedhof.

## Verkehr
Entlang des Sees verläuft die Fernstraße A81, die Glasgow im Westen mit Callander im Osten verbindet. In Port of Monteith zweigt von ihr, in südlicher Richtung, die B8034 ab. Sie führt nach Arnprior.